# Chronik der Stadt Osnabrück/1951–1975
Diese Liste ist eine Teilliste der Chronik der Stadt Osnabrück. Sie listet datierte Ereignisse von 1951 bis 1975 in Osnabrück auf.

## 1952
- 1. Februar: Die Wetterstation des Meteorologischen Amtes Norddeutschland wird von Bramsche zum Ziegenbrink verlegt.[1]
- 26. März: Erzbischof Wilhelm Berning wird zum Ehrenbürger von Osnabrück ernannt.
- 20. August: Am Landgericht Osnabrück beginnt mit dem Verfahren gegen den Lingener Bernhard Rakers der erste deutsche Auschwitzprozess.
- 24. August: Grundsteinlegung der Kirche St. Elisabeth durch Bischof Wilhelm Berning.
- 24. November: Im Ratskeller wird das Osnabrücker THW gegründet.[2]

## 1953
- 7. Juni: Einweihung von St. Elisabeth durch Weihbischof Johannes von Rudloff.[3]
- 3. Juli: Die Enkelin des letzten deutschen Kaisers, Viktoria Luise von Preußen, besucht als Vorsitzende der Niedersächsischen Kinderfreiplatzspende die Stadt und trägt sich ins Goldene Buch der Stadt ein.[4]
- 29. September: Die Rosenhof-Lichtspiele eröffnen.
- 3. November: Das neu errichtete Gewerkschaftshaus am Neuen Graben wird eröffnet.[5]
- Dezember: Der Osnabrücker Polizeipräsident Walter Tietje wird aufgrund der Affäre um Kurt Knuth aus dem Amt enthoben.
- 19. Dezember: Die Wetterstation am Ziegenbrink nimmt ihren Betrieb auf.[6]

## 1954
- 23. August: Auf dem Heger Friedhof wird das Ehrenfeld für niederländische Opfer des Zweiten Weltkriegs eingeweiht.[7]
- 12. September: Zum Tag der Heimat wird am Bürgergehorsam der Schriftzug „Ewig deutscher Osten“ als Vertriebenendenkmal durch Linus Kather eingeweiht.[8]

## 1955
- 21. Februar: Der erste Osnabrücker Karnevalsumzug findet in Eversburg statt.
- 15. Mai: Die Heilig-Geist-Kirche im Sonnenhügel wird geweiht.
- 11. Juni: Durch einen technischen Defekt brennt ein niederländischer Reisebus aus Den Ham (Twenterand) in Osnabrück ab. Bei dem Unglück sterben vier junge Mädchen.[9][10]
- 7. Juli: Das Kaufhaus Merkur eröffnet am Neumarkt. Später wird daraus Horten.[11]
- Die Deutsche Tischtennis-Meisterschaft 1955 findet in Osnabrück statt.

## 1956
- 26. Juni: Der Bundespräsident Theodor Heuss besucht Osnabrück. Gleichzeitig wird ihm die Justus-Möser-Medaille verliehen.
- 20. Juli: Die Linie 1 der Straßenbahn Osnabrück erhält vor dem Hauptbahnhof eine neue Wendeschleife.[12]
- 28. Oktober: Durch die Kommunalwahl wird Hellmut Drescher (SPD) zum neuen Oberbürgermeister gewählt.

## 1957
- Das Wasserwerk Thiene (Alfhausen) der Stadtwerke geht in Betrieb.
- Die Stadtwerke Osnabrück beziehen das erste Mal Ferngas aus dem Ruhrgebiet.[13]
- 27. März: Der Bischof Franziskus Demann stirbt unmittelbar nach seiner Bischofsweihe vor dem Osnabrücker Dom.
- August: Die Nissenhütten der britischen Armee am Ledenhof werden entfernt.[14]
- 2. August: Vor dem Schwurgericht am Landgericht Osnabrück werden die SS-Mitglieder Udo von Woyrsch und Ernst Müller wegen ihrer Beteiligung am Röhm-Putsch zu Haftstrafen verurteilt.
- 20. Oktober: Dammbruch am Piesberg. 20.000 m³ Schlamm fließen in die Siedlung Pye. 1 Toter.

## 1958
- 5. März: Der Fund eines Büstenhalters an der Raupenbahn des Jahrmarkts am Schwarzen Platz führt zum Osnabrücker Raupen-Skandal, weshalb die Polizei den Jahrmarkt aus Sittenschutzgründen schloss.[15]
- 21. Juni: Der VfL gewinnt gegen den HSV den Nordpokal.
- 1. September: Richtfest des neuen  Dachstuhls der Marienkirche. Der Vorgänger wurde im Zweiten Weltkrieg  durch Bombardierung zerstört.[16]
- Beginn der Coca-Cola-Abfüllung in Haste.

## 1959
- 25. April: Der Flugplatz Atterheide wird offiziell eröffnet. Bereits seit Januar  bestand eine Betriebserlaubnis.[17]
- 7. Mai: Das neue Dach des Kirchturms sowie die neuen Glocken der Marienkirche werden geweiht.[16]
- 15. Mai: Als erste Diskothek in Deutschland eröffnet der Ocambo-Club an der Herrenteichstraße.[18]

## 1960
- Das Flugabwehrregiment 3 wird von Bocholt nach Osnabrück verlegt.
- 1. April: Die Berufsschule Brinkstraße bezieht ihr neu errichtetes Gebäude an der Brinkstraße.
- 29. Mai: Einstellung der letzten Straßenbahnlinie Osnabrücks.
- 29. Mai: Die Baptistenkapelle in der Wüste wird eingeweiht.[19]
- 25. September: Auf dem Eversburger Landgestüt wird die letzte Hengstparade abgehalten.[20]
- 5. Dezember: Ein Hasehochwasser zerstört die Hollager Schleuse des Stichkanals.

## 1961
- Das Landgestüt Eversburg wird aufgelöst.[20]
- Der Schillerplatz wird als Zeichen gegen den Mauerbau vom Osnabrücker Rat in Berliner Platz umbenannt.[21]
- Das Gaswerk der Stadtwerke wird stillgelegt und später abgerissen.[13]
- 5. Februar: Der Stichkanal ist nach Beseitigung der Schäden vom Vorjahr wieder schiffbar.
- 27. März: Der VfL Osnabrück trägt in Cardiff ein Freundschaftsspiel gegen Cardiff City aus, welches der VfL mit 2:1 gewinnt.[22]
- 18. und 19. April: Am Landgericht Osnabrück wird der Fall des bis dahin größten Fallschmünzerfalls der deutschen Nachkriegsgeschichte verhandelt. Mehrere Personen betrieben in Osnabrück eine Druckerei um Franc zu fälschen und damit im Algerienkrieg die Separatisten zu unterstützen.[23]
- 21. Juni: Die ersten Osnabrücker Rathausspiele werden auf dem Markt vor dem Rathaus abgehalten. Gezeigt wird Das Salzburger große Welttheater.[24]
- 6. August: Beim Spiel des VfL Osnabrück gegen Holstein Kiel an der Bremer Brücke knickte in der zehnten Minute das Tor des Kieler Torwarts Franz Möck um. Anders als zehn Jahre später beim Pfostenbruch vom Bökelberg konnte das Tor durch den Platzwart mithilfe des Trainers Hellmut Meidt und des Spielers Theo Schönhöft wieder spielbereit gemacht werden, sodass das Spiel fortgesetzt werden konnte. Ursache war, dass die Pfosten von Unbekannten angesägt worden waren.[25]
- 19. Oktober: Die Modekette C&A eröffnet an der Möserstraße unter großem Andrang ihr erstes Geschäft in Osnabrück.[26]

## 1962
- Der 63. Deutsche Wandertag findet in Osnabrück statt.
- Der 22. Bundesthing der Deutschen Pfadfinderschaft Sankt Georg findet in Osnabrück statt.
- 18. Februar: Erster Spatenstich der Kirche St. Barbara durch Dompfarrer Franz Kramer.
- 1. März: Die Staatliche Ingenieurschule nimmt in der Berufsschule an der Natruper Straße ihren provisorischen Lehrbetrieb auf. Sie gilt als Keimzelle des Hochschulstandorts.[27]
- 23. März: Ein Großbrand zerstört einen großen Teil der Angelaschule.[28]
- 2. August: Das NAAFI-Zentrum im Schlossgarten wird an die Stadt übergeben.[14]
- 27. August: Das NAAFI-Zentrum, welches größtenteils aus Nissenhütten bestand, wird abgerissen.[14]
- 5. November: Erster Spatenstich zur Erweiterung des Hafengebietes. Der 200 Jahre alte Urlager Hof musste der Hafenerweiterung weichen.
- 12. August: Grundsteinlegung der Kirche St. Barbara durch Generalvikar Wilhelm Ellermann.

## 1963
- 8. September: Die Melanchthonkirche wird ihrer Bestimmung übergeben.
- 15. September: Die Central-Lichtspiele an der Straße Öwer de Hase zeigen als letzten Film vor der Schließung die Operette Der Vogelhändler. Kurz darauf wird das Kino abgerissen und das erste Parkhaus der Stadt dort errichtet.[29]
- 17. Dezember: Der Stadtrat beschließt die Verleihung der Mösermedalie an den Schriftsteller Erich Maria Remarque.

## 1964
- 19. März: Die Dampfspeicherlok „1“ des ehemaligen Gaswerks wird zum Zoo transportiert. Seither dient die Lok als Spielplatz am Restaurant.[30]
- 14. Dezember: Eröffnung des Neumarkttunnels.
- Die Stadtwerke Osnabrück werden eine Aktiengesellschaft.

## 1965
- Das Flugabwehrregiment 3 wird von Osnabrück nach Krummenort verlegt.
- 20. Mai: Baubeginn des Bundeswehrkrankenhauses Osnabrück.[31]
- 31. August: Der Bundeskanzler Ludwig Erhard reist mit seinem Sonderzug am Hauptbahnhof an, um auf dem Markt eine Wahlkampfrede zur Bundestagswahl 1965 zu halten.[32]
- 4. September: Weihe und Abpfarrung (Domgemeinde) der Kirche St. Barbara durch Bischof Helmut Hermann Wittler.
- 25. September: Einstellung des Personenverkehrs auf der Tecklenburger Nordbahn.

## 1966
- 22. Januar: Am 22. und 23. Januar findet die Deutsche Tischtennis-Meisterschaft 1966 in der Schlosswallhalle statt.
- 26. Februar: Das Niedersachsenbad wird eröffnet.[33]
- 27. März: Weihe der Erlöserkirche.
- 14. Juni: In weniger als drei Stunden regnet es 101 Liter/m² und sorgt für starke Überflutungen in der Stadt. Über 40 Freiwillige Feuerwehren aus dem Umland und Soldaten des Fernmelderegiments 11 helfen bei den Rettungsarbeiten.[34]
- 4. September: Das Osnabrücker Zentralstellwerk „Of1“ am Hauptbahnhof geht in Betrieb.[35]
- 12. September: Die elektrifizierte Bahnstrecke in Richtung Münster nimmt den Betrieb auf.
- 23. September: Die Gebäude der Staatlichen Ingenieurschule an der Albrechtstraße werden eingeweiht.[27]

## 1967
- September: Das Osnabrücker Naturdenkmal Eselsbusch, eine siebenstämmige Buche am Eselspatt, wird für den Bau der E8 gefällt.[36]
- 2. Oktober: Erste Ausgabe der Neue Osnabrücker Zeitung.[37]
- 11. Oktober: Bei einem Arbeitsunfall im Osnabrücker Stahlwerk sterben sechs Mitarbeiter.
- 11. Dezember: Grundsteinlegung der Synagoge.
- Der Betondeckel der Straße Öwer de Hase wird gebaut.
- Mit der Umstellung auf Erdgas stellt das Gaswerk seinen Betrieb ein.

## 1968
- Die elektrifizierte Bahnstrecke in Richtung Bremen nimmt den Betrieb auf.
- Die ehemalige Jüdische Schule an der Alte-Synagogen-Straße wird für eine Erweiterung des Gebäudes der Bezirksregierung abgerissen.[38]
- 18. Januar: Der Ersatzneubau des zum Haltepunkt zurückgestuften Hasetorbahnhofs nimmt seinen Betrieb auf.[39]
- 5. Mai: Der niederländische Europaratspolitiker Nico Geelkerken übergibt auf der Rathaustreppe die Europafahne an Willi Kelch. Mit der Übergabe dankt der Europarat Osnabrück für die Förderung des europäischen Gedankens.[40]
- 10. Juni: Einstellung der letzten O-Buslinie.
- 30. Juni: Der Leichtathletik-Länderkampf der Frauen 1968 BR Deutschland – Skandinavien findet in Osnabrück statt.
- 14. November: Verkehrsminister Georg Leber gibt die Hansalinie (heutige Bundesautobahn 1) frei.

## 1969
- 1. Juni: Weihe der Synagoge.
- 21. Juni: Der Leichtathletik-Länderkampf der Männer 1969 BR Deutschland – Frankreich findet in Osnabrück statt.
- 28. November: Am Liszthof wird die letzte Gaslaterne der Stadt außer Betrieb genommen.[41]
- Der VfL Osnabrück wird Deutscher Basketballmeister.

## 1970
- In der Halle Gartlage wird der Film Das Millionenspiel von Tom Toelle gedreht.
- 7. März: Sutthausen wird nach Osnabrück eingemeindet.
- 2. Mai: Am Heger Tor findet der erste Flohmarkt in Osnabrück statt.[42]

## 1971
- 25. Februar: Prinz Charles besucht das Royal Regiment of Wales, welches in den Quebec Barracks in Atter stationiert ist. Am folgenden Tag erfolgt ein Eintrag in das goldenen Buch der Stadt.[43]
- 28. August: Osnabrück schließt mit der österreichischen Stadt Gmünd in Kärnten eine Städtefreundschaft.[44]
- 21. Dezember: Der Orang-Utan Buschi wird im Zoo Osnabrück geboren.[45]

## 1972
- Mit 38 Verkehrstoten, darunter viele Kinder, wird in Osnabrück der Höchststand an tödlichen Straßenverkehrsunfällen erreicht.[46]
- 31. März: Der große Gasometer Dicker Ulsmann geht außer Betrieb.[13]
- 13. November: Der Orkan Quimburga verursacht in Osnabrück schwere Schäden. Am Dach der Katharinenkirche werden Kupferplatten der Dachverkleidung des Turms wie Papierfetzen abgerissen. Zahlreiche Flachdächer wurden durch die Windböen abgerissen und Schaufensterscheiben eingedrückt.[47]
- 21. November: Wilhelm Kelch wird zum Ehrenbürger von Osnabrück ernannt.

## 1973
- 17. Januar: Das Bundeswehrkrankenhaus Osnabrück nimmt seinen Betrieb auf.[31]
- 3. März: Der erste Straßenkarneval findet in der Innenstadt statt. Ab 1976 etabliert sich der Umzug Ossensamstag.[48]
- April: Der erste Osnabrücker Rettungsdienst nimmt vom Bundeswehrkrankenhaus aus seinen Betrieb auf.[49]
- 5. Mai: Die erste Osnabrücker Maiwoche findet bis zum 13. Mai statt.
- 27. Mai: Das alte Hallenbad Nettebad wird eröffnet.[50]
- 2. Juni: Der Leichtathletik-Länderkampf der Frauen 1973 BR Deutschland – Niederlande / BR Deutschland – Rumänien findet in Osnabrück statt.
- 5. August: In Atter wird zum Beginn der Elektrifizierungsarbeiten der Bahnstrecke nach Rheine der erste Oberleitungsmast aufgestellt.[51]
- 4. Oktober: Der Oberbürgermeister Ernst Weber übergibt die Fußgängerzone in der Großen Straße der  Öffentlichkeit.[52]

## 1974
- 29. September: Die elektrifizierte Bahnstrecke in Richtung Rheine nimmt den Betrieb auf.
- 23. Dezember: Die Stadt kauft die Lagerhalle.
- Fertigstellung des Iduna-Hochhauses.
- Das Wasserwerk Wittfeld geht in Betrieb.

## 1975
- 9. April: Das besetzte Haus Schöningh am Domhof wird geräumt und später abgerissen.